# Hemistigma
Hemistigma é um género de libelinha da família Libellulidae.
Este género contém as seguintes espécies:
- Hemistigma affinis (Rambur, 1842)
- Hemistigma albipuncta (Rambur, 1842)
- Hemistigma albipunctum (Rambur, 1842)
- Hemistigma ouvirandrae Förster, 1914